# Believe (canción de Britt Nicole)
Believe es una canción de Britt Nicole perteneciente al álbum Say It.

## Vídeo
El vídeo es protagonizado por dos esposos que viven una difultad grande en su vida y ahí es donde Britt empieza a cantar para ayudarlos y hacerlos recapacitar.
- Datos: Q8245771